# Saint-Mars-sur-Colmont
Saint-Mars-sur-Colmont – miejscowość i gmina we Francji, w regionie Kraj Loary, w departamencie Mayenne.
Według danych na rok 1990 gminę zamieszkiwało 451 osób, a gęstość zaludnienia wynosiła 28 osób/km² (wśród 1504 gmin Kraju Loary Saint-Mars-sur-Colmont plasuje się na 869. miejscu pod względem liczby ludności, natomiast pod względem powierzchni na miejscu 732.).